# Covoada (Portugal)
Covoada es una freguesia portuguesa perteneciente al municipio de Ponta Delgada, situado en la Isla de São Miguel, Región Autónoma de Azores. Posee un área de 9,92 km² y una población total de 1 259 habitantes (2001). La densidad poblacional asciende a 126,9 hab/km². Se encuentra a una latitud de 37°46'N y una longitud 25°45'O. La freguesia se encuentra a m s. n. m. La patrona de la freguesia es Nuestra Señora de la Ayuda, que se festeja el último domingo de agosto con una procesión. Fue creada el 15 de septiembre de 1980.

## Freguesiaspróximas
- Capelas, norte
- Arrifes, este y nordeste
- Relva, oeste y sudoeste